# Chutney

Variante chutney

Chutney ori ciătni (limba hindi / limba nepaleză: चटनी caṭnī) este un sos picant, adesea dulce-picant, de multe ori dulce-acrișor, din bucătăria indiană. Există variații cu bucăți de fructe sau legume.
În India sosurile chutney sunt preparate proaspăt la fiecare masa și sunt servite de obicei cu curry foarte picant; răcite se păstrează apoi aproximativ o săptămână.
Englezii au adus chutney în Europa în timpul colonizării, conservat în borcane de sticlă. Chutneyul, preparat în Europa și în Statele Unite ale Americii, conține legume sau fructe. Frecvent, ca ingredient principal sunt folosite mango, roșii, ceapă, usturoi, nucă de cocos sau frunze de coriandru, dar sunt posibile de asemenea alte soiuri sau combinații. Prin adăugarea corespunzătoare de sare, zahăr, chili, piper, ghimbir, chimen, turmeric si lămâie sau oțet se realizează aroma dorită.
Chutney, în funcție de ingredientele folosite, este fiert, similar cu marmelada sau rece, preparat piure. În varianta rece este similar cu procesul de pregătire al sosului relish.
Chutneyurile pot fi o garnitură potrivită pentru friptură, pește, friptură rece, brânzeturi, și bineînțeles, la preparatele clasice indiene din legume și orez.